# Quilmes (cerveja)
Quilmes é uma marca de cerveja argentina, fabricada pela Cervecería y Maltería Quilmes. Seu slogan é Quilmes, el sabor del encuentro (em português: Quilmes, o sabor do encontro).

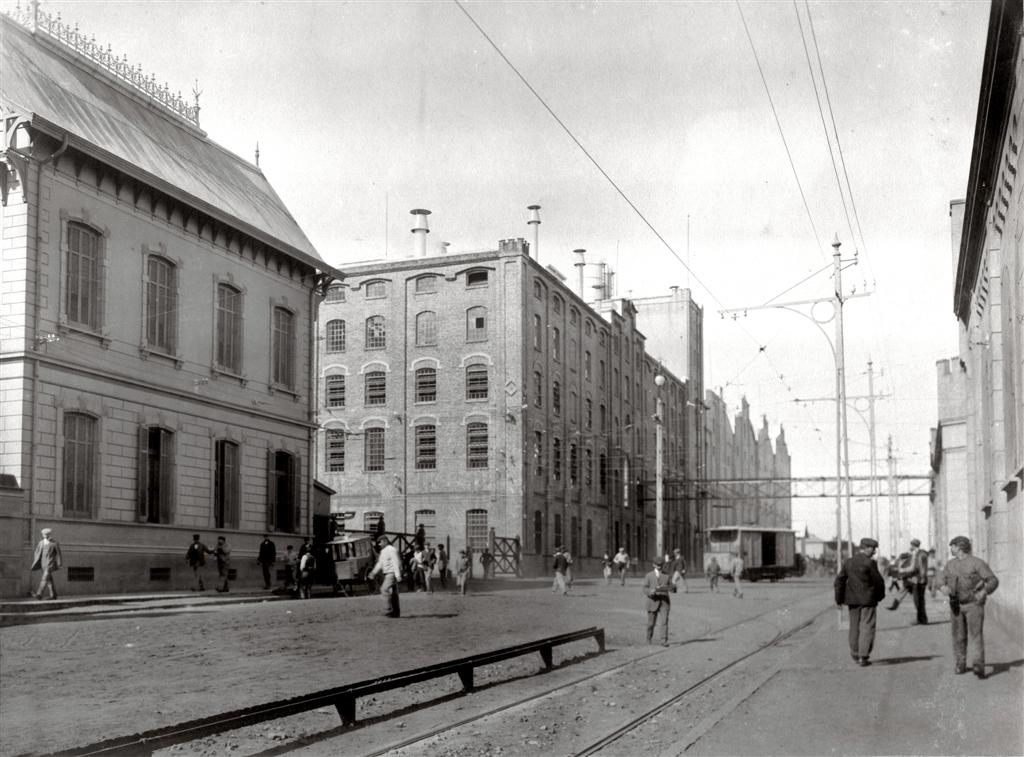
A Cervejaria Quilmes a principios do Século XX.

Foi adquirida pela AmBev no 2006, mediante o pagamento de $125 milhões de dólares em troca de 34,46% das ações que ainda permaneciam de posse do Grupo Bemberg, que controlou a Quilmes por 115 anos. Desta forma, a AmBev fica com 91,18% do pacote acionário. No entanto, levando em conta as ações com poder de voto, a AmBev passa a controlar 97,16% da Quinsa.
O mercado de cervejas não para de crescer na Argentina: desde 1981, aumentou cinco vezes[carece de fontes?]. O consumo per capita, atualmente, é de 37 litros por ano, um volume recorde. O mercado é dominado pela AmBev, que desde 1994 está presente na Argentina com a marca Brahma. No entanto, desde a compra da Quilmes, a AmBev passou a controlar mais de 80% do consumo argentino.

## Cervejas
- Clásica - Lager
- Stout
- Bock
- Red Lager
- 0,0% (Sem alcool)